# Jean Léonard Barrié
Pour les personnes ayant le même patronyme, voir Barrié.
Jean Léonard Barrié, né le 28 février 1762 à Saint-Béat en Haute-Garonne et mort le 15 février 1848 à Toulouse, dans le même département, est un général français de la Révolution et de l'Empire.

## Biographie

### Du volontaire au chef de brigade

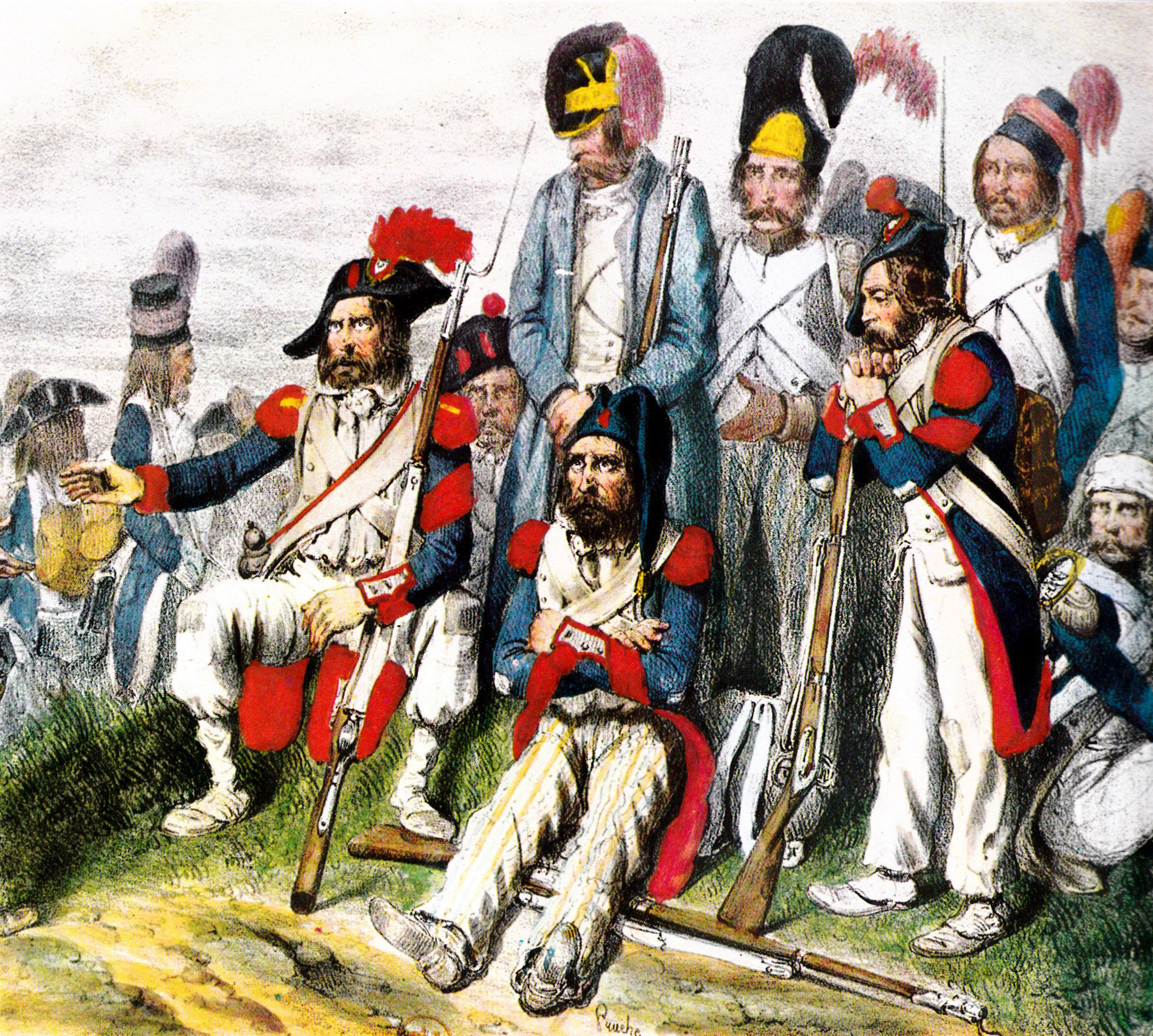
L'armée d'Italie en 1796, par le lithographe Pauchs. Barrié y sert de façon quasi ininterrompue de 1796 à 1799.

Il entre au service comme volontaire le 21 septembre 1792, dans le 1er bataillon de Saint-Gaudens, et il est élu capitaine le 28 octobre suivant. Il fait les campagnes de 1793, an II et an III à l'armée des Pyrénées orientales, où il est promu chef de bataillon dans le 10e bataillon de volontaires de la Haute-Garonne le 9 frimaire an II. Fait prisonnier par les Espagnols à l'affaire de Bellver de Cerdanya, le 26 juillet 1795, il est libéré après la paix de Bâle le 22 juillet 1795, et est placé avec son grade dans la 20e demi-brigade d'infanterie légère le 1er nivôse an IV. Il passe à l'armée d'Italie et prend une part active aux guerres des ans IV, V, VI et VII. Blessé d'un éclat d'obus au genou gauche, le 14 janvier 1797 dans une attaque faite contre Mantoue, près de Roverbella, il revient en France en l'an VI avec une colonne commandée par le général Lannes. Barrié est alors nommé commandant temporaire de la ville de Marseille, en état de siège, au sein de laquelle il parvient à calmer les esprits.
De retour à l'armée d'Italie, il passe avec son grade, le 27 février 1799, dans la 45e demi-brigade d'infanterie de ligne, devenue 45e régiment d'infanterie de ligne à l'organisation de l'an XII. Il est blessé à la tête par la chute d'une poutre lors de la démolition du fort de Tortone ; bien qu'il se soit distingué lors de la défense du fort, il est fait prisonnier par les Austro-Russes le 25 fructidor an VII. Rentré de captivité quelque temps après, il est nommé chef de brigade de la 45e demi-brigade le 4 mai 1800, et fait la campagne de cette année à l'armée de l'Ouest. Il passe en l'an IX à celle des Grisons et se trouve à l'avant-garde lors du passage du Splügen. À la tête des grenadiers de son régiment, il culbute l'ennemi dans la basse Engadine, sur l'Inn, et enlève le pont de Martinsbruck défendu par deux régiments autrichiens. Ce fait d'armes, qui ouvre le passage dans le haut Tyrol, est mis à l'ordre de l'armée et lui vaut les éloges du général Macdonald. En souvenir, il fait figurer cette action dans ses armoiries.

### Général de l'Empire
Employé pendant l'an X à l'armée d'Helvétie, il sert à celle de Hanovre pendant les ans XI, XII et XIII, sous les ordres des maréchaux Mortier et Bernadotte. Fait membre de la Légion d'honneur le 19 frimaire an XII et officier de l'ordre le 25 prairial suivant, il est désigné par l'Empereur pour faire partie du collège électoral du département de la Haute-Garonne. Il fait ensuite partie de la brigade Maison au sein de la 1re division du général Rivaud, appartenant au Ier corps de la Grande Armée pendant les campagnes de l'an XIV, 1806, 1807 et 1808, en Autriche, en Prusse et en Pologne.
Nommé commandeur de la Légion d'honneur le 22 novembre 1808, il est créé baron de l'Empire le 27 novembre du même mois et sert à l'armée d'Espagne de 1809 à 1811. Blessé d'un coup de feu à la jambe droite le 28 juillet 1809 au cours de la bataille de Talavera, il est promu général de brigade le 27 novembre 1810 lors d'un congé en France qui lui a été accordé jusqu'au 1er avril 1811.

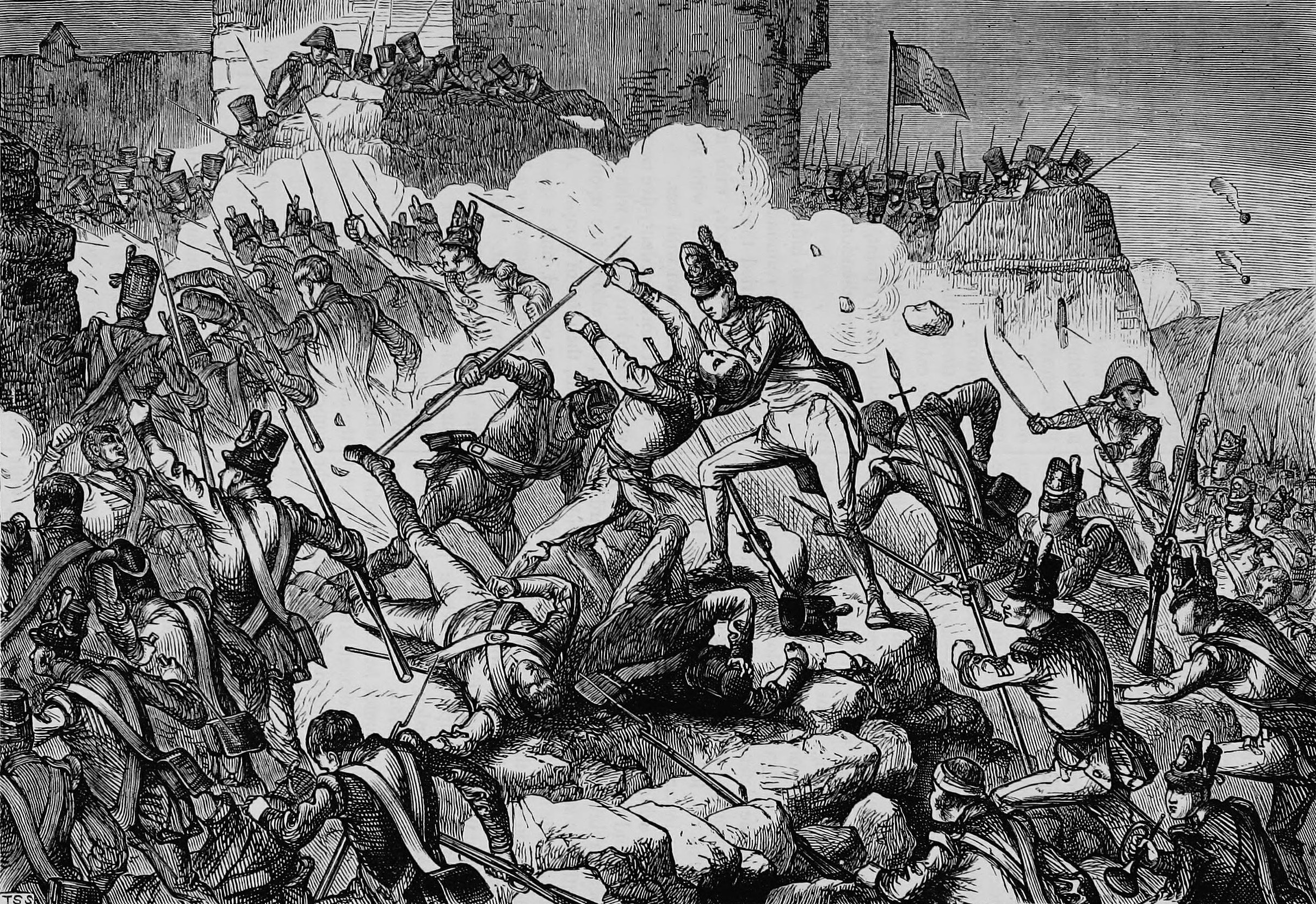
L'infanterie britannique attaque les retranchements français lors du siège de Ciudad Rodrigo.

Employé à la 3e division du corps d'observation de réserve à Pau le 9 juillet 1811, Barrié prend le commandement de la place de Ciudad Rodrigo le 15 octobre, en remplacement du général Reynaud qui a été fait prisonnier par des cavaliers de la bande de don Julian. C'est là qu'il est assiégé par l'armée anglo-portugaise aux ordres du duc de Wellington. Alors qu'il ne dispose que d'une garnison d'environ 1 500 hommes et manque de vivres, il repousse à plusieurs reprises les tentatives des assaillants en leur faisant éprouver des pertes sensibles. La place est toutefois escaladée à l'aide de deux brèches et prise d'assaut dans la nuit du 19 janvier 1812. Le général Barrié est fait prisonnier et conduit en Angleterre, d'où il ne revient qu'après le retour des Bourbons sur le trône de France.
Mis en non-activité au mois de mai 1814, il est nommé Chevalier de Saint-Louis par ordonnance du 26 octobre suivant. À sa rentrée de l'île d'Elbe, l'Empereur lui confie le commandement du département de Tarn-et-Garonne par décret du 14 avril 1815. Après la bataille de Waterloo, qui ramène une nouvelle fois la famille des Bourbons sur le trône, il est mis en non-activité par décision royale du 1er septembre de la même année. Le général est également placé en demi-solde en vertu de l'article 36 de la loi du 25 mars 1817, après 25 ans de service. Compris comme disponible dans le cadre de l'état-major général de l'armée, il demeure dans cette position jusqu'au 26 janvier 1825, époque de son admission à la retraite.

### Vie familiale
Le général Barrié s'est marié le 5 janvier 1811.

## Décorations
- Légion d'honneur :
  - Légionnaire le 11 décembre 1803, puis,
  - Officier le 14 juin 1804, puis,
  - Commandant de la Légion d'honneur le 22 novembre 1808 ;
- Ordre royal et militaire de Saint-Louis :
  - Chevalier de Saint-Louis le 26 octobre 1814.

## Titres
- Baron de l'Empire le 27 novembre 1808.

## Armoiries
| Figure | Blasonnement |
|        | Armes du baron Barbier et de l'Empire (décret du 19 mars 1808, lettres patentes du 27 novembre 1808 (Camp impérial d'Aranda de Duero)) Ecartelé, au premier d'azur au fort d'argent terrassé de même, maçonné de sable ; au deuxième des barons militaires ; au troisième parti d"argent et d'or, au sauvage au naturel couronné et ceint de feuillage de sinople, brochant sur l'un et sur l'autre, la dextre étendue sur l'argent et armée d'une massue d'or ; au quatrième d'azur à l'étoile d'or., Livrées : bleu, rouge, blanc et jaune. |